# Baralku
Nella mitologia Yolngu, Baralku (o Bralgu) è l'isola dei morti e il luogo in cui è nato il Djanggawul. Si dice che si trovi ad est della Terra di Arnhem, ed è qui che proviene il creatore-spirito Barnumbirr (che è identificato come Venere)  mentre guidava le sorelle Djanggawul. Si dice anche che Barnumbirr vivesse sull'isola e si ergesse verso il cielo come Venere.